# Chlorida cincta
Chlorida cincta es una especie de escarabajo longicornio del género Chlorida, tribu Bothriospilini, subfamilia Cerambycinae. Fue descrita científicamente por Guérin-Méneville en 1844.

## Descripción
Mide 23-30 milímetros de longitud.

## Distribución
Se distribuye por Colombia, Costa Rica, El Salvador, Ecuador, Guatemala, Honduras, México, Nicaragua y Panamá.